# Harrogate Town AFC
Harrogate Town Association Football Club är en engelsk fotbollsklubb baserad i  Harrogate. Hemmamatcherna spelas på Wetherby Road Ground och smeknamnet är "The Sulphurites", "The Sulphur and Blacks Town" eller Hotstuff. Klubben spelar sedan säsongen 2020/2021 i League Two.
Klubben grundades 1914 som Harrogate AFC och de gick med i Northern League, men ligaspelet ställdes in på grund av andra världskriget. När kriget var över så gick man med i West Riding League där spelade man ett år innan man var med och grundade Yorkshire Football League. Man har genom åren bytt ligor och namn några gånger. 

## Meriter
- Northern Premier League First Division 2002
- Yorkshire Football League 1927
- Yorkshire Football League Division 2 1982
- West Riding County Challenge Cup 1926, 1927, 1963, 1973, 1986, 2002, 2003, 2008
- Whitworth Cup 1920